# Ján Bayer
Ján Bayer (1630 Prešov – 14. května 1674 Spišské Podhradie) byl slovenský spisovatel, filozof a pedagog, nejvýznamnější představitel Prešovské školy, stoupenec Francise Bacona.

## Život
Studoval v Prešově a ve Wittenbergu. Zpočátku působil na své alma mater. Po návratu do Prešova (1659) se stal konrektorom a později i rektorem městské školy a ve spolupráci s Izákem Cabanem ji proměnil na lyceum. Rozkvětu lycea se však nedočkal, neboť v roce 1665 ho zbavili profesury. Poté byl činný jako kazatel v Banské Bystrici a Spišském Podhradí. Patřil do skupiny představitelů spišských měst, které odsoudili za údajné spiknutí proti Habsburkům. Přestože trest smrti jim změnili na vyhnanství, Bayer ještě před odjezdem na nucené práce náhle skonal.

## Tvorba a myšlení
Patřil mezi významné filozofy své doby. Jako zastánce učení Francise Bacona zdůrazňoval nutnost vycházet při bádání ze zkušenosti, opírat se o soustavné pozorování a experiment. Filozofie a věda mají sloužit člověku a přispívat ke zlepšení stavu lidské společnosti. Propagoval induktivní filozofii. Díky orientaci na moderní přírodovědu se stal jedním z prvních materialistů na Slovensku. Jako věřící protestant usiloval o spojení vědy a víry, racionálního a empirického pohledu na svět s mystickými spekulacemi. Jako pedagog byl ovlivněn Janem Amosem Komenským, hlavně jeho důrazem na názornost ve vyučování. Tyto zásady v praxi uplatnil při přeměně prešovské městské školy na lyceum. Plánoval zpracovat monografie o problémech metafyziky, psychologie, etiky, ekonomie a politiky, věnoval se také psaní básní a prózy, které uveřejňoval ve sbornících.

## Dílo
- 1662 - Ostium vel. atrium naturae ichnographice delineatum
- 1663 - FILUM Labyrinth vel. cynosure seu lux mentium universalis